# Volta d'aresta

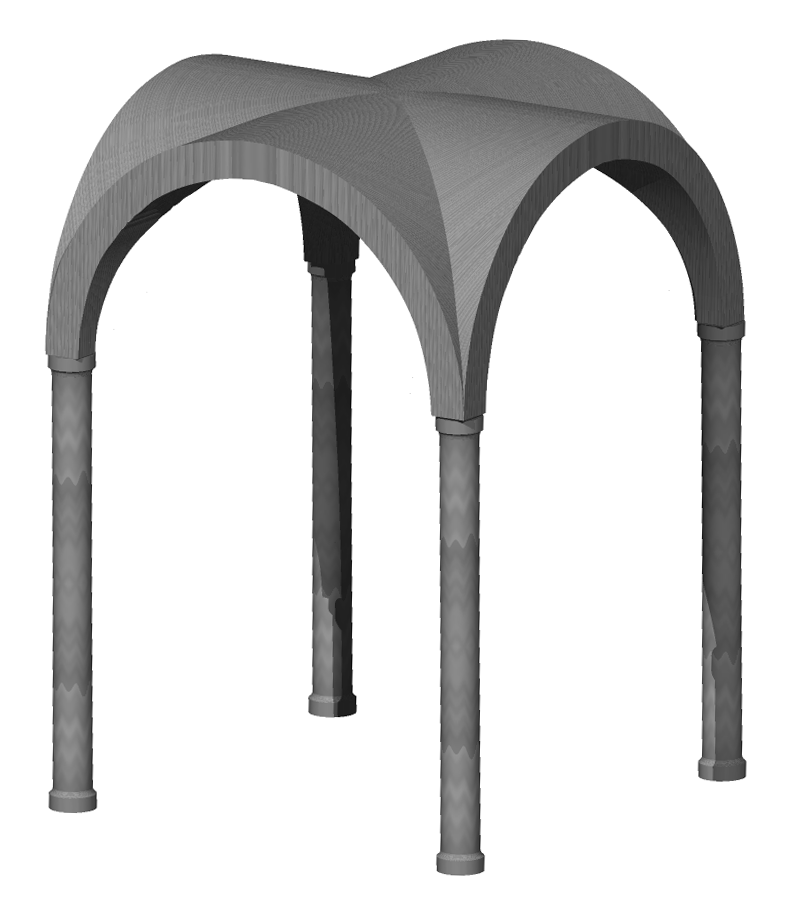
Esquema de volta d'aresta

La volta d'aresta o per aresta és la formada per la intersecció de dues voltes de canó iguals i que es creuen perpendicularment. Les línies d'intersecció o arestes són arcs d'el·lipse que es troben en el vèrtex superior. Suposada la igualtat de les voltes assecants, l'espai que cobreix una volta d'aresta és un quadrat perfecte. Es forma sobre la base d'un arc de mig punt, a diferència de la volta de creueria, formada per arcs apuntats.
La seva utilització no sols s'estén per la seva fàcil construcció amb cintres, sinó perquè permet distribuir les forces que fan les cobertes cap als murs exteriors amb gran facilitat.
Els enginyers i arquitectes romans la van estendre per l'Imperi Romà utilitzant-la com a alternativa als sistemes amb llinda i les cobertes planes per a espais petits. Les instal·lacions importants, com els banys romans, van ser sovint cobertes amb enormes voltes d'aresta, com són els casos de les Termes de Dioclecià a Roma, construïdes entre 298 i 305 o les Termes de Cluny a París.
Durant l'edat mitjana es va continuar utilitzant, per la seva fàcil construcció, i es converteix en un dels sistemes de cobrició més estesos de l'art romànic. El primer exemple de vola d'aresta estructurada es troba a l'església arquetípica del primer romànic, anomenat romànic llombard, la basílica de Sant Ambròs a Milà dels anys 1088-1099.
Excepte notables excepcions (com ara Santa Magdalena de Vezelay, en el camí francès de Sant Jaume), el seu desenvolupament se circumscriu a les naus laterals i a les cobertes de la tribuna. Les grans esglésies de pelegrinatge a Santiago com la de Santa Fe de Concas, Sant Martí de Tours, Sant Serni de Tolosa o la mateixa església catedral de Santiago de Compostel·la són excel·lents exemples del seu desenvolupament tècnic.
Abandonada per la volta de creueria en el gòtic, es recupera amb nova força i empenta en el Renaixement, sobretot en el Quattrocento italià, en què Brunelleschi és ferm defensor de les seves possibilitats constructives i decoratives. El barroc la compatibilitza amb altres cobriments fins que la modernitat i les seves noves solucions arquitectòniques la releguen al caràcter de solució artesanal tradicional.